# Sannomiya Tsubaki
Sannomiya Tsubaki (三宮 つばき (Tam-Cung Xuân) 4 tháng 5 năm 1998 –) là một nữ diễn viên khiêu dâm người Nhật Bản. Cô thuộc về công ti C-more ENTERTAINMENT.

## Sự nghiệp
Trước khi ra mắt ngành, cô cũng mở tài khoản Twitter và note vào ngày 4/7/2020. Cô cũng đã viết một bản tự giới thiệu bản thân. Vào tháng 8, cô ra mắt ngành phim khiêu dâm với tư cách là nữ diễn viên độc quyền của S1.

### 2022
Ngày 4/1, cô thông báo trên Twitter rằng cô sẽ là nữ diễn viên độc quyền của Attackers. Dự án đầu tiên của cô với Attackers sẽ được xuất bản vào ngày 1/2 cùng năm. Kể từ đó, phim của cô với Attackers chỉ được xuất bản dưới dạng đĩa DVD, và các phiên bản đĩa Blu-ray không được xuất bản. Vào ngày 31/1, cô xuất hiện trong sự kiện "Tsuki de Aimasho Vol.32 Newcomer Special" được tổ chức tại Sangenjaya GRAPEFRUIT MOON, và xuất hiên trên sân khấu với tư cách ca sĩ. Trong buổi diễn trực tiếp, cô hát những bài của thời kì Lệnh Hòa như "Nagoriyuki", "Kimihabarayoriutsukushi" (Anh đẹp hơn những đóa hoa hồng" và "Rubi no yubi wa" (Nhẫn đeo tay của Ruby).
Vào tháng 2, trang web chính thức "TSUBAKI SANNOMIYA - OFFICIAL SITE -" được lập, và câu lạc bộ người hâm mộ chính thức "Tsubaki Club" (ツバキくらぶ) bắt đầu hoạt động (khi tham gia cần nộp phí thành viên hàng tháng). Trong câu lạc bộ người hâm mộ, thành viên được truy cập blog riêng dành cho thành viên, ảnh và video giới hạn, các buổi TwitCasting giới hạn, v.v.
Ngày 11/4, sự kiện độc diễn trực tiếp của cô ''Tsuki de Aimasho Vol.39" được tổ chức. Cô đã hát bài Kanashimihayukinoyōni (Nỗi buồn như bông tuyết).
Vào tháng 5, cô tham gia một cuộc thi xì tố dưới tên "Tsubaki" (つばき) và xếp thứ hai trong cuộc thi JAPAN POKER FESTIVAL.。
Tháng 5/2022, cô xếp thứ 35 trong bảng "bầu cử nữ diễn viên phim khiêu dâm SEXY đang hoạt động 2022" của Asahi Geino.
Ngày 14/9, cô xuất hiện với tư cách ca sĩ tại "Buổi kỉ niệm 10 năm Millegen LIVE Sweet Memories DAY2" được tổ chức tại Ruido Harajuku ở Tokyo.
Ngày 24/11, cô xuất bản sách ảnh áo tắm đầu tiên sau khi ra mắt ngành "Tsubaki" (つばき).

## Đời tư
Sở thích của cô là nấu ăn và đọc sách. Cô thích đọc sách ở thư viện trên đường về nhà từ trường, và thể loại yêu thích của cô là truyện trinh thám.
Kĩ năng đặc biệt của cô là sử dụng tiếng Pháp, chơi guitar và bơi lội. Tuýp người của cô là những người đàn ông lịch lãm, đặc biệt là người trông đẹp khi mặc áo vest.
Mọi thứ cô ăn từ nhỏ đều là do mẹ cô tự làm, và cô đã nói "Một ngày nào đó mình muốn làm đồ ngọt cho ai đó" với mục tiêu trở thành một thợ làm bánh, cùng lúc đó cô mỗi ngày đều tập trung học tiếng Pháp. Theo đó, trước khi trở thành nữ diễn viên khiêu dâm, cô được chỉ định làm thợ làm bánh trong pâtisserie của một khách sạn, ngoài ra cô cũng đã bị viêm bao gân sau khi ăn quá nhiều dâu tây trên một cái bánh kem giáng sinh và đã khỏi sau khoảng một năm rưỡi. Cô nghĩ rằng sẽ có lợi thế để trở thành thợ làm bánh khi biết tiếng Pháp, nên cô đã học nó và đã có thể thực hiện các cuộc trò chuyện đơn giản.

### Liên quan đến phim khiêu dâm
Lần đầu cô thủ dâm là khi học mẫu giáo, lúc đó cô chà một miếng đệm futon vào giữa háng.
Cô cũng "thích cảm giác tốt", "vui vẻ khi được quan sát như một phụ nữ" và "thích được chụp ảnh", nên cô đã đăng kí phỏng vấn và được nhận vào ngành với động cơ tích cực, nói rằng "khi trở thành nữ diễn viên khiêu dâm, cô có thể làm mọi việc và làm những việc bản thân thích". Cô nói rằng cô "là một cô gái, đứa con của ngành phim khiêu dâm" và "có lẽ tôi được sinh ra để làm nữ diễn viên khiêu dâm". Khi dưới 18 tuổi, cô quyết định không làm những việc nhạy cảm và đặc biệt chú trọng điều đó, vào năm 18 tuổi sau khi tốt nghiệp trung học cô bắt đầu hẹn hò và lần đầu quan hệ tình dục với một người đàn ông.
Ban đầu cô không có ấn tượng xấu về các nữ diễn viên khiêu dâm, và cô coi họ giống như những tarento, và khi nghĩ về làm một công việc bản thân thích, làm nữ diễn viên khiêu dâm thường là một trong những lựa chọn của cô, sau đó cô đã trở thành nữ diễn viên khiêu dâm vì cô thích những điều nhạy cảm.
Trong một cuộc phỏng vấn vào thời điểm cô ra mắt ngành năm 2020, cô thú nhận rằng cô thích "siết chặt cổ" và "có tính cách lộn xộn (M) từ khi sinh ra", và trong một bài đăng Instagram vào tháng 8/2022, cô đã bình luận "thích tát vào mặt bạn" (びんたlove).